# Championnat de Suisse féminin de basket-ball
 (mars 2017).
Si vous disposez d'ouvrages ou d'articles de référence ou si vous connaissez des sites web de qualité traitant du thème abordé ici, merci de compléter l'article en donnant les références utiles à sa vérifiabilité et en les liant à la section « Notes et références ».
Le Championnat de Suisse féminin de basket-ball, dénommé Ligue nationale A (LNA), est une compétition féminine de basket-ball qui est pour la Suisse le premier échelon national. Il se déroule annuellement sous forme d'un championnat. Une saison du championnat commence en automne et se termine au printemps suivant.
Le championnat de Suisse de basket-ball féminin existe depuis 1940.
Jusqu'à la saison 2015-2016, c'est la Ligue nationale de basket-ball qui organise la compétition.
Dès la saison 2016-2017, c'est Swiss Basketball qui organisera le championnat de Suisse de basket-ball.

## Histoire
Le 1er championnat suisse de basket-ball a eu lieu lors de la saison 1940-1941.

## Palmarès
| Saison    | Vainqueur                              |
| --------- | -------------------------------------- |
| 2023/2024 | Elfic Fribourg                         |
| 2022/2023 | Elfic Fribourg                         |
| 2021/2022 | Elfic Fribourg                         |
| 2020/2021 | Elfic Fribourg                         |
| 2019/2020 | Championnat annulé                     |
| 2018/2019 | Elfic Fribourg                         |
| 2017/2018 | Elfic Fribourg                         |
| 2016/2017 | Hélios Vétroz                          |
| 2015/2016 | Hélios Vétroz                          |
| 2014/2015 | Hélios Vétroz                          |
| 2013/2014 | Hélios Vétroz                          |
| 2012/2013 | Hélios Vétroz                          |
| 2011/2012 | Hélios Vétroz                          |
| 2010/2011 | Elfic Fribourg                         |
| 2009/2010 | Sierre Basket                          |
| 2008/2009 | Sierre Basket                          |
| 2007/2008 | Canti Riva Basket Ceresio              |
| 2006/2007 | Université BC Neuchâtel                |
| 2005/2006 | Elfic Fribourg                         |
| 2004/2005 | Martigny-Ovronnaz Basket               |
| 2003/2004 | Martigny-Ovronnaz Basket               |
| 2002/2003 | BBC Troistorrents-Morgins              |
| 2001/2002 | Martigny Basket                        |
| 2000/2001 | Martigny Basket                        |
| 1999/2000 | Martigny Basket                        |
| 1998/1999 | BBC Troistorrents-Morgins              |
| 1997/1998 | Pallacanestro Femminile Bellinzona     |
| 1996/1997 | BBC Les Portes du Soleil Troistorrents |
| 1995/1996 | Pallacanestro Bellinzone               |
| 1994/1995 | Pallacanestro Bellinzone               |
| 1993/1994 | Pallacanestro Bellinzone               |
| 1992/1993 | Pallacanestro Bellinzone               |
| 1991/1992 | Pallacanestro Bellinzone               |
| 1990/1991 | Fémina Lausanne                        |
| 1989/1990 | Fémina Lausanne                        |
| 1988/1989 | CVJM Birsfelden                        |
| 1987/1988 | CVJM Birsfelden                        |
| 1986/1987 | CVJM Birsfelden                        |
| 1985/1986 | ES Pully                               |
| 1984/1985 | ES Pully                               |
| 1983/1984 | Nyon Basket                            |
| 1982/1983 | STV Lucerne Basket                     |
| 1981/1982 | CVJM Birsfelden                        |
| 1980/1981 | CVJM Birsfelden                        |
| 1979/1980 | Stade français Genève                  |
| 1978/1979 | Nyon Basket                            |
| 1977/1978 | Stade français Genève                  |
| 1976/1977 | Stade français Genève                  |
| 1975/1976 | SP Muraltese                           |
| 1974/1975 | Fémina Bern                            |
| 1973/1974 | Stade français Genève                  |
| 1972/1973 | Nyon Basket                            |
| 1971/1972 | Stade français Genève                  |
| 1970/1971 | Riri Mendrisio                         |
| 1969/1970 | Stade français Genève                  |
| 1968/1969 | Riri Mendrisio                         |
| 1967/1968 | Riri Mendrisio                         |
| 1966/1967 | Riri Mendrisio                         |
| 1965/1966 | Fémina Bern                            |
| 1964/1965 | Fribourg Olympic                       |
| 1963/1964 | Chêne Genève                           |
| 1962/1963 | Chêne Genève                           |
| 1961/1962 | Fémina Bern                            |
| 1960/1961 | Chêne Genève                           |
| 1959/1960 | Chêne Genève                           |
| 1958/1959 | Chêne Genève                           |
| 1957/1958 | Chêne Genève                           |
| 1956/1957 | Chêne Genève                           |
| 1955/1956 | Servette Genève                        |
| 1954/1955 | Servette Genève                        |
| 1953/1954 | Chêne Genève                           |
| 1952/1953 | Servette Genève                        |
| 1951/1952 | Servette Genève                        |
| 1950/1951 | Servette Genève                        |
| 1949/1950 | Sico Sport Locarno                     |
| 1948/1949 | Sanas Merry Boys Lausanne              |
| 1947/1948 | Sico Sport Locarno                     |
| 1946/1947 | Sico Sport Locarno                     |
| 1945/1946 | Sico Sport Locarno                     |
| 1944/1945 | Servette Genève                        |
| 1943/1944 | Sanas Merry Boys Lausanne              |
| 1942/1943 | SP Lugano                              |
| 1941/1942 | Chêne Genève                           |
| 1940/1941 | Atalante Genève                        |